# La Violente Amour
 (janvier 2016).
Si vous disposez d'ouvrages ou d'articles de référence ou si vous connaissez des sites web de qualité traitant du thème abordé ici, merci de compléter l'article en donnant les références utiles à sa vérifiabilité et en les liant à la section « Notes et références ».
Cinquième volume de la série Fortune de France de Robert Merle, La Violente Amour, paru en 1983,  retrace le parcours de Pierre de Siorac dans les armées royales puis lors de missions secrètes au service de Henri III et de Henri IV. Le roman couvre les années 1588 à 1594.

## Épisodes marquants
- Après l'assassinat du duc de Guise (23 décembre 1588), Henri III l'envoie prendre contact avec Henri de Navarre (rencontre avec Rosny).
- Rencontre de Plessis-lès-Tours (30 avril 1589).
- Massacre de Saint Symphorien (mai 1589).
- Rencontre avec la drapière de Châteaudun.
- Assassinat de Henri III (1er août 1589)
- Bataille d'Ivry (14 mars 1590)
- Siège de Paris (ravitaillement de la duchesse de Nemours et de sa fille la duchesse de Montpensier)
- Attaque de Saint-Denis (4 janvier 1591) et mort du chevalier d'Aumale
- Anoblissement de Miroul (Monsieur de la Surie)
- Conversion de Henri IV (25 juillet 1593), négociations des redditions de Meaux (Marquis de Vitry) et de Paris (Brissac) le 22 mars 1594.

## Livre audio
- Robert Merle, La Violente Amour, Paris, Livraphone, septembre 2007 (EAN 3358950001439, BNF 41162539)Série « Fortune de France », tome 5 ; texte intégral ; narrateur : Guy Moign ; support : 2 disques compacts audio MP3 ; durée : 19 h 38 min environ ; référence éditeur : Livraphone LIV 495M.